# 信州鎌

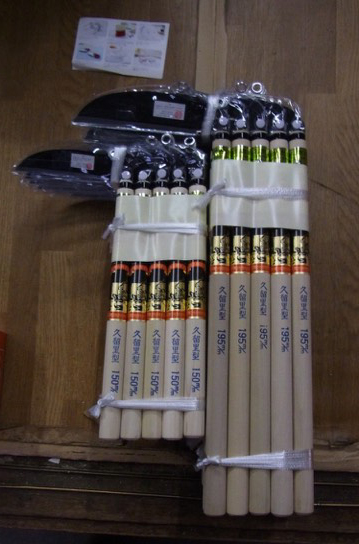
販売店向けの信州鎌

信州鎌（しんしゅうかま）は、信州（長野県）で伝統的に作られた鎌のことで、特に信州北部の北国街道添いの牟礼（現在：飯綱町）、小玉（同）、古間（信濃町）、柏原（同）などで作られてきた鎌を指す。

## 概要
鎌は第二次世界大戦から少し経て農業が近代化されるまで、伝統的な農機具として重要な位置を占めていた。 
信州では鎌作りが伝統工業として盛んで、特に北部の北国街道添いの牟礼（現在：飯綱町）、小玉（同）、古間（信濃町）、柏原（同）などでは、特に盛んに作られた。鎌の背が厚く、刃は非常に薄くつくられているため、強靱でありながらよく切れる。一説には、川中島の戦いがあった1560年代にこの地を往来し武具・刀剣類の修理をしていた刀匠から郷里の人々が鍛冶技術を習い、それ以来信州鎌が作られるようになったという。
この地の鎌産業が栄えた理由には、改良を加えて伝承された信州鎌の製造に加えて、型の異なる全国各地の地鎌を問屋の注文に応じて自由に作ることができる高度な技術にあったともいわれている。 
個人の鎌鍛冶から鎌問屋が鎌を買い、その地の町の商店で売ると同時に、江戸・東京などの大都市へも送られて売られた。 
1982年3月、通商産業大臣（現・経済産業大臣）によって国の伝統的工芸品に指定。 2007年2月、特許庁の地域団体商標（商標登録番号：第5025535号）に登録された。地域団体商標の権利者は、信州打刃物工業協同組合。

## ギャラリー

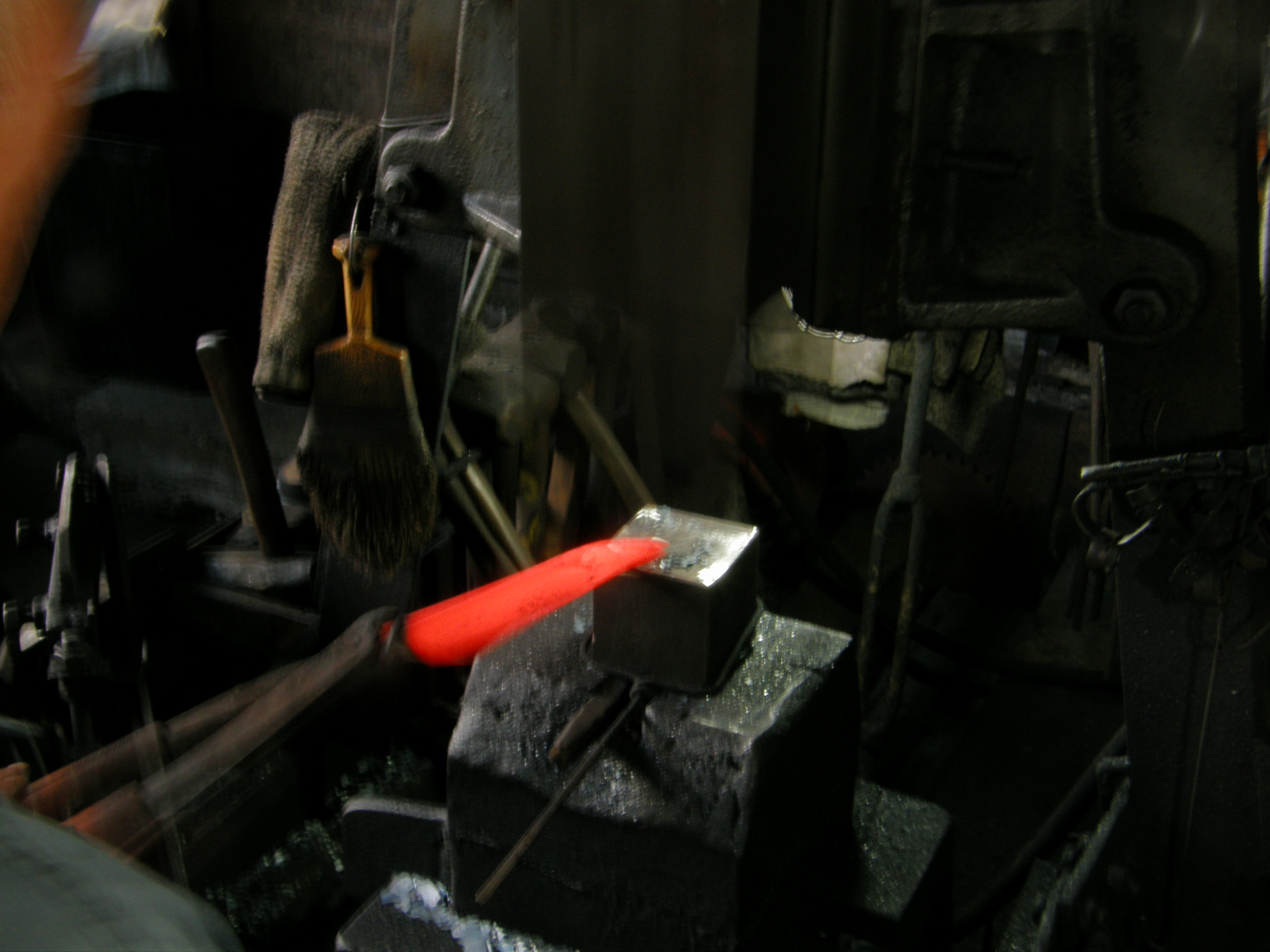
手作り中の信州鎌（鍛造工程）
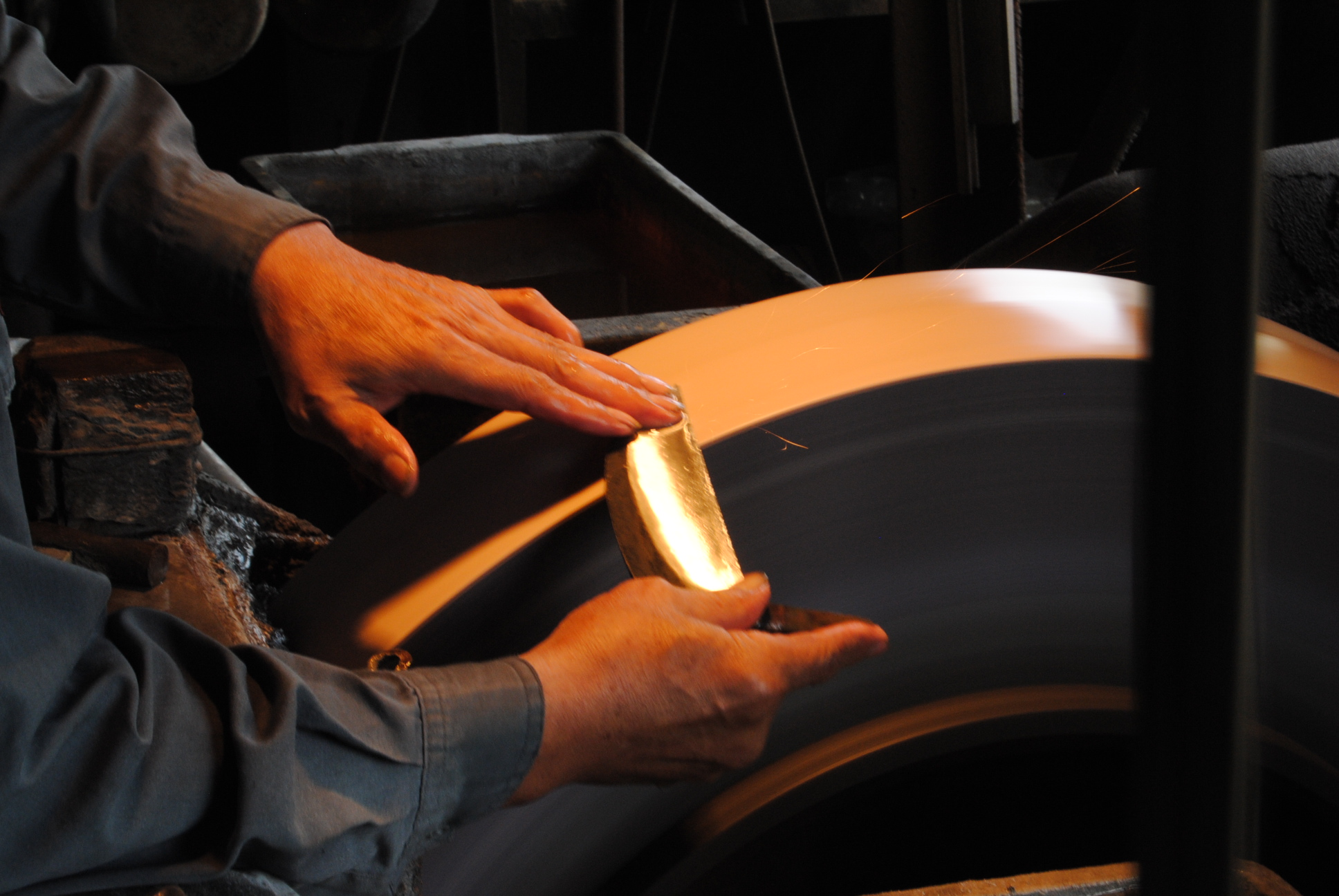
手作り中の信州鎌（研磨工程）
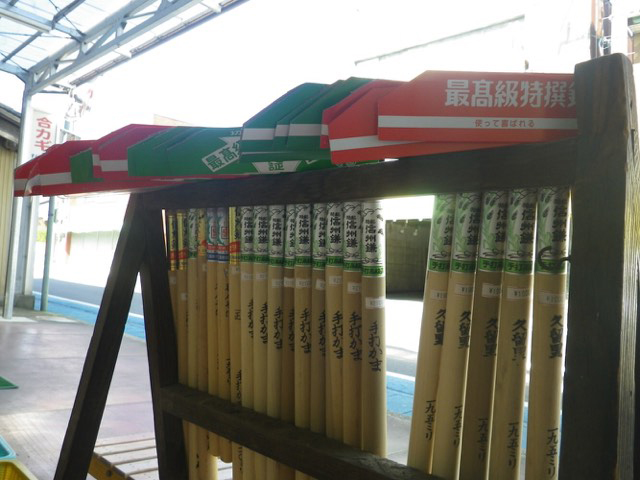
販売店向けの高級信州鎌